# Jay Kogen
Jay Steven Kogen (* 3. května 1963 Brooklyn) je americký komediální scenárista, producent, herec a režisér.

## Životopis
Narodil se v židovské rodině, jeho otcem je komediální scenárista Arnie Kogen. V roce 2001 se Kogenovi narodil syn Charlie, který je hudebníkem.

### Kariéra
Kogen je spolu s bývalým scenáristickým partnerem Wallacem Wolodarským spoluautorem několika dílů The Tracey Ullman Show a Simpsonových. Od té doby napsal scénáře k několika seriálům, mimo jiné získal cenu Emmy za Frasiera, Raymonda má každý rád, George Lopeze a Malcolma v nesnázích. Kogen se také objevil v seriálu The Aristocrats. Byl poradcem producentů seriálu Spolužáci, spoluautorem scénáře k filmu Dava Foleyho a Davida Anthonyho Higginse The Wrong Guy z roku 1997 a také bývalým stand-up komikem.
V roce 2009 začal pracovat na televizním seriálu The Troop společnosti Nickelodeon. Je také tvůrcem seriálu Wendell & Vinnie.
V roce 2015 se stal scenáristou a spoluvýkonným producentem hraného sitcomu Dana Schneidera a Dany Olsenové Henry Nebezpečný.
Dne 9. prosince 2020 podepsali Kogen a Ali Schouten smlouvu na vývoj revivalového seriálu iCarly. 25. února 2021 bylo oznámeno, že Kogen projekt opustil kvůli „tvůrčím neshodám“ s hvězdou Mirandou Cosgroveovou.

## Scenáristická filmografie

### DílySimpsonových
1. řada
- Homerova odysea
- Je Šáša vinen?

2. řada
- Zvlášť strašidelní Simpsonovi
- Ďábelský Bart
- Dědovo dědictví

3. řada
- Jaký otec, takový klaun
- Líza sázkařem
- Milhouseův románek

4. řada
- Speciální čarodějnický díl
- Homer – spása Springfieldu

### DílyFrasiera
5. řada
- Frasier v sukních
- Nepovedené zásnuby
- Sladké sny

6. řada
- Frasierovo prokletí
- Veselé Vánoce, paní Moskowitzová
- IQ

7. řada
- Něco na té Mary je
- Ranní porce zábavy

### DílyMalcolma v nesnázích
6. řada
- Tiki Lounge

7. řada
- College Recruiters
- Hal's Dentist